# Noémie Kolly
Noémie Kolly (20 luglio 1998) è una sciatrice alpina svizzera.

## Biografia
Attiva in gare FIS dal novembre del 2014, in Coppa Europa la Kolly ha esordito il 16 febbraio 2015 a Davos in supergigante (67ª) e ha ottenuto il primo podio il 21 dicembre 2017 in Val di Fassa/Passo San Pellegrino in discesa libera (3ª). Ha debuttato in Coppa del Mondo il 27 gennaio 2019 a Garmisch-Partenkirchen nella medesima specialità (29ª); in carriera non ha preso parte né a rassegne olimpiche né iridate.

## Palmarès

### Mondiali juniores
- 1 medaglia:
  - 1 argento (discesa libera a Val di Fassa 2019)

### Coppa del Mondo
- Miglior piazzamento in classifica generale: 69ª nel 2022

### Coppa Europa
- Miglior piazzamento in classifica generale: 33ª nel 2019
- 2 podi:
  - 2 terzi posti

### Campionati svizzeri
- 2 medaglie:
  - 1 oro (combinata a nel 2022)
  - 1 bronzo (discesa libera nel 2022)